# Detlef Günther (Chemiker)

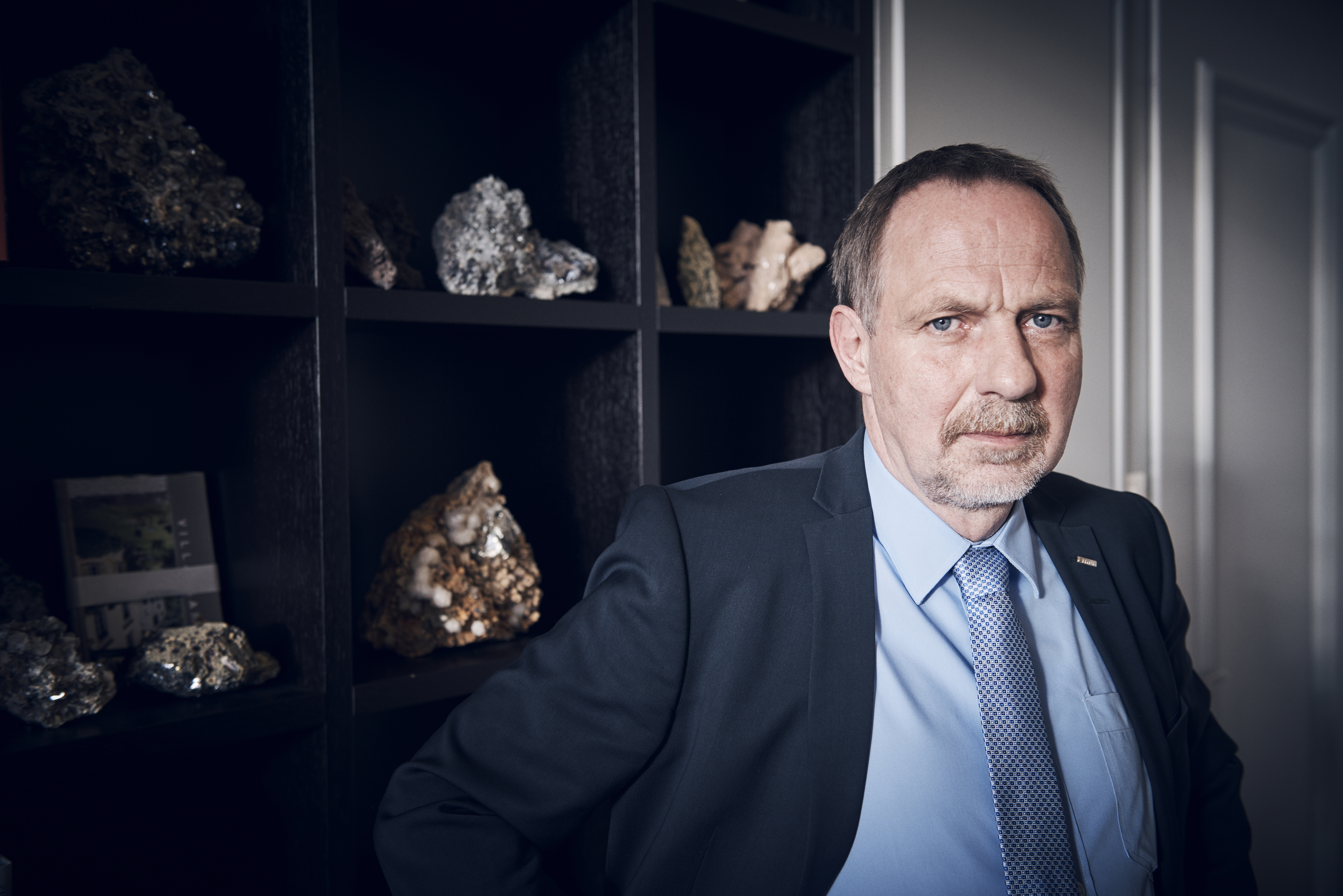
Detlef Günther (2016)

Detlef Günther (* 21. November 1963 in Köthen) ist ein deutscher Chemiker im Bereich der Analytischen Chemie und seit Februar 2008 ordentlicher Professor an der ETH Zürich. Er war von 2015 bis 2022 Vizepräsident für Forschung und Wirtschaftsbeziehungen an der ETH Zürich.

## Leben
Günther besuchte Schulen in Lübs und Zerbst. Er studierte an der Martin-Luther-Universität Halle-Wittenberg und schrieb dort 1987 seine Diplomarbeit zum Thema Lasermicroanalytical investigation of the aluminium distribution in the vertebrae lumbar of 5/6 nephrectomized and non-nephrectomized rats. 1990 schloss er sein Doktorat über Interpretation and optimization of sampling and transport as well as calibration for quantitative LM-ICP-OES ab. Im Oktober 1998 ging er als Assistenzprofessor an die ETH Zürich. Dort wurde er 2003 außerordentlicher und 2008 ordentlicher Professor für Spurenelement- und Mikroanalytik am Laboratorium für Anorganische Chemie. Günther war von 2010 bis 2012 Departementsvorsteher im Departement Chemie und Angewandte Biowissenschaften und war von 2015 bis 2022 Vizepräsident für Forschung und Wirtschaftsbeziehungen an der ETH Zürich. Er ist führend im Bereich der Laserablation ICP-MS, der induktiv gekoppelten Plasma-Massenspektrometrie. Er hat ein transportables Labor mit Laser und Membranpumpe entwickelt, um vor Ort Materialproben zu sammeln und zu analysieren.

## Ehrungen
- 2007: Fresenius-Preis
- 2014: Mitglied der Leopoldina[6]
- 2015: Friedrich-Emich-Plakette

## Publikationen
- Detlef Günther, Charlotte Giessen, Hao A.O. Wang et al.: Highly multiplexed imaging of tumor tissues with subcellular resolution by mass cytometry. In: Nature Methods. Vol. 11, no. 4, 2014, S. 417–422 (online).
- Detlef Günther, Rolf Frischknecht, Christoph A Heinrich et al.: Capabilities of an Argon Fluoride 193 nm Excimer Laser for Laser Ablation Inductively Coupled Plasma Mass Spectometry Microanalysis of Geological Materials. European Winter Conference on Plasma Spectrochemistry, 1997, Gent, Belgium. In: Journal of Analytical Atomic Spectrometry. Vol. 12, no. 9, 1997, S. 939–944 (online).